# ستيفن رايت
ستيفن رايت (بالإنجليزية: Steven Wright)‏ (و. 1955 – م) هو ممثل، وكاتب سيناريو، وكاتب، وممثل تلفزيوني من الولايات المتحدة الأمريكية . ولد في كامبريدج، ماساتشوستس، ومدينة نيويورك .

## التعليم
تعلم في كلية إمرسون

## جوائز وترشيحات
حصل على جوائز منها:
- جائزة الأوسكار لأفضل فيلم حي قصير، عن عمل:The Appointments of Dennis Jennings.

ترشح لـ:
- جائزة الأوسكار لأفضل فيلم حي قصير، عن عمل:The Appointments of Dennis Jennings.

## روابط خارجية
- ستيفن رايت على موقع IMDb (الإنجليزية)
- ستيفن رايت على موقع روتن توميتوز (الإنجليزية)
- ستيفن رايت على موقع قاعدة بيانات الأفلام العربية
- ستيفن رايت على موقع ألو سيني (الفرنسية)
- ستيفن رايت على موقع ميوزك برينز (الإنجليزية)
- ستيفن رايت على موقع تيرنر كلاسيك موفيز (الإنجليزية)
- ستيفن رايت على موقع أول موفي (الإنجليزية)
- ستيفن رايت على موقع قاعدة بيانات الأفلام السويدية (السويدية)
- ستيفن رايت على موقع إن إن دي بي (الإنجليزية)
- ستيفن رايت على موقع ديسكوغز (الإنجليزية)